# Arly (Fluss)
Der Arly ist ein Fluss in Frankreich, der in der Region Auvergne-Rhône-Alpes verläuft. Er entsteht durch Zusammenfluss seiner Quellbäche Planay und Clapet, die aus dem Gebiet des Mont Joly (2525 m), bzw. der Aiguille Croche (2487 m) kommen. Die Vereinigung erfolgt unterhalb von Megève. Von hier entwässert der Arly generell in südwestlicher Richtung und mündet nach rund 32 Kilometern in Albertville als rechter Nebenfluss in die Isère.
Auf seinem Weg durchquert der Arly die Départements Haute-Savoie und Savoie.

## Orte am Fluss
- Megève
- Praz-sur-Arly
- Flumet
- Ugine
- Marthod
- Pallud
- Albertville